# Клим Василь Костянтинович
Василь Костянтинович Клим (нар.. 21 липня 1941, с. Негостина Сучавський повіт, Румунія — пом.. 27 липня 2011, Бухарест, Румунія) — український письменник у Румунії.

## Життєпис
Василь Клим народився 21 липня 1941 року в селі Негостина Сучавського повіту в Румунії. Після закінчення семирічної школи в рідному селі, навчався в Серетському українському ліцеї. Разом з ним в одному класі навчалися майбутні україномовні румунські письменники Михайло Михайлюк (обидвоє були приятелями), Віктор Кідеша (псевдонім Василь Крикун) та Іван Серединчук (Непогода). Ліцей мав багату українську бібліотеку, тому це вплинуло на розвиток української мови в соціалістичній Румунії. Сам, Василь Клим, саме в цей час почав активно писати вірші та мав підтримку вчителів-словесників. Після закінчення ліцею в 1959 році Василь Клим, через матеріальну скруту в родині (згорів будинок), не зміг вступити до Бухарестського університету, як його однокласники. В 1974 році він закінчив Ясський університет. Трудову діяльність розпочав на посаді учителя закладу загальної середньої освіти в місті Дорохой повіту Ботошані (на північному сході Румунії). Пізніше очолив цей заклад освіти на посаді директора.

## Творчість
Дебютував Василь Клим з першим літературним твором у 13-річному віці в 1954 році в газеті «Новий вік». Згодом публікував власні твори, головним чином, у збірках та альманахах в Бухаресті. Основна тема прози письменника — життя простих людей, психологія їхньої поведінки у різних життєвих обставинах, морально-етичні проблеми взаємовідносин людей. Наприклад, у псисихологічному мікроромані «Гора» звернув увагу на проблеми пошуку людиною світоглядного ідеалу, моральної відповідальності перед суспільством. Сюжет роману «Сонце і земля» розгортається навколо колективізації українського села в Румунії.

### Вибрані твори
- 1964 — твори в альманасі «Серпень» (Бухарест);
- 1972 — твори в колективному збірнику прози «Наші весни» (Бухарест);
- 1978 — мікророман «Гора» у збірці оповідань «Гора»;
- 1980 — роман «Сонце і земля»;
- 1983 — твори в альманасі «Обрії» (Бухарест);
- 1985 — збірка оповідань «Едельвейс»;
- 1989 — книга «Таємниці лабіринту»;
- 1989 — збірка оповідань «Криниця край дороги»;
- 2001 — книга «Райдуга блискавиці»;
- 2004 — книга «Відсвіти полум'я»;
- 2009 — книга «Біла карточка».

## Нагороди та визнання
- 1978 — Премія Спілки письменників Румунії.